# Кринично-Лузький
Крини́чно-Лу́зький (рос. Кринично-Лугский) — хутір в Куйбишевському районі Ростовської області Росії. Є центром Кринично-Лузького сільського поселення.

## Географія
Географічні координати: 47°44' пн. ш. 39°13' сх. д. Часовий пояс — UTC+4.
Кринично-Лузький хутір розташований на південному схилі Донецького кряжу. Відстань до районного центру, села Куйбишева, становить 25 км. Через хутір протікають річки Правий Тузлів та Середній Тузлів, які в його південній частині зливаються і утворюють річку Тузлів.

### Урбаноніми
- вулиці — Зелена, Молодіжна, Жовтнева, Першотравнева, Садова, Радянська;
- провулок — Лозовий[2].

## Історія
Кринично-Лузький хутір було засновано в 1862 році на території Лисогірської волості, Таганрозького повіту.
Станом на 1915 рік в населеному пункті налічувалося 145 дворових господарств, мешкав 531 житель чоловічої статі і 447 жителів жіночої статі.

## Населення
За даними перепису населення 2010 року на території хутора проживала 601 особа. Частка чоловіків у населенні складала 49,6 % або 298 осіб, жінок — 50,4 % або 303 особи.

## Соціальна сфера
У населеному пункті діють фельдшерський пункт, загальноосвітня школа та сільська бібліотека.

## Пам'ятки
На території хутора знаходиться братська могила 371 радянського воїна, що загинули під час Другої світової війни.